# 新疆生产建设兵团第一师七团
新疆生产建设兵团第一师七团是中华人民共和国新疆生产建设兵团第一师下辖的一个团，与新疆维吾尔自治区阿拉尔市玛滩镇实行“团镇合一”的管理体制。

## 行政区划
新疆生产建设兵团第一师七团下辖以下单位：
团部、一连、三连、四连、五连、六连、八连、九连、十连、十一连、十二连、十三连、十四连、林牧公司生活区、科技连、十五连、二连、七连和依玛帕夏。